# Дак Лејк (Саскачеван)
Дак Лејк (енгл. Duck Lake) је урбано насеље са статусом варошице у централном делу канадске провинције Саскачеван. Налази се на раскрсници провинцијског аутопута 11 и магистралног друма 212 на око 44 км јужно од града Принц Алберт и 88 км северно од највећег града у провинцији Саскатуна. Налази се у поречју два Саскачевана, Јужног који протиче 9 км источније и Северног који тече 20 км западно од насеља.
Насеље је добило име по истоименом језеру које се налази југозападно.

## Историја
Насеље Дак Лејк административно је уређено као село 1898. године, док је 1911. административно уређено као варошица.

## Демографија
Према резултатима пописа становништва из 2011. у варошици је живело 577 становника у 227 домаћинстава, што је за 4,6% мање у односу на 605 житеља колико је регистровано 
приликом пописа 2006. године.
| 2006. | 2011. |
| ----- | ----- |
| 610   | 577   |